# Marder
Il Marder (martora) è il mezzo da combattimento della fanteria (IFV o MICV) standard della Germania. I tedeschi furono tra i primi utilizzatori della fanteria meccanizzata e, nei primi anni '60, si sviluppò una collaborazione fra ditte tedesche e la Mowag svizzera, per realizzare una piattaforma cingolata; uno dei primi veicoli da combattimento per fanteria e un semovente cacciacarri, da utilizzare nei ruoli più impegnativi al posto degli M-113. I primi prototipi di quello che venne poi indicato come Marder apparvero nel 1960, ma fu solo nel 1970 che vennero consegnati i primi esemplari di serie, con l'avvio di due catene di montaggio, una a Kassel presso la Krauss Maffei e l'altra alla MaK di Kiel. Il risultato ottenuto fu al livello della tradizione tedesca, con un mezzo ben protetto, tanto da reggere i colpi da 20mm nell'arco frontale, ma anche con un propulsore molto potente come l'MTU MB 833, in grado di erogare ben 600Hp, con un rapporto potenza/peso di oltre 20Hp per tonnellata, in grado di assicurare ottime doti di ripresa e la piena operatività a fianco degli MBT Leopard 1 in servizio all'epoca. 
La configurazione è quella divenuta classica, con propulsore anteriore spostato a destra, pilota a sinistra e parte anteriore a cuneo; torretta biposto centrale, con cannoncino da 20mm Rh-202 a tripla alimentazione, abbinato a una MG da 7,62mm e 6 mortai lanciafumogeni, con elevazione dell'armamento fino a +65° e depressione fino a -17°, in modo da consentire il tiro verso il basso rimanendo defilati. A bordo trovano posto 6 soldati, che dispongono di quattro blindosfere con periscopio, in modo da utilizzare le armi dall'interno in sicurezza e garantendo la tenuta anche in ambiente NBC, sfruttando anche il sistema di filtraggio dell'aria. Per accedere al vano dispongono di un'ampia porta posteriore ad apertura meccanica, ai lati della quale si trovano i radiatori, situati quindi nella posizione più riparata. All'epoca dell'apparizione, il Marder era dotato di una seconda mitragliatrice posta all'estremità posteriore del tetto del vano di carico, comandata dall'interno. Negli anni '80 quest'arma è stata rimossa. Le sospensioni sono a barre di torsione e garantiscono un'adeguata mobilità anche in velocità su terreno ondulato. Il mezzo non è anfibio ma può guadare 1,5m senza preparazione e 2,5m con preparazione. Al suo apparire il Marder si poneva indubbiamente ai vertici della categoria, surclassando nettamente gli altri mezzi occidentali e anche quelli sovietici. Oltre ai problemi legati al peso, l'altro limite era rappresentato dai costi d'acquisto. Dallo scafo del Marder sono derivati il semovente antiaereo missilistico Roland 2, il carro argentino TAM e il mezzo per la fanteria argentino VCTP. 
Con l'evolversi della situazione tattica, dalla versione originale furono estrapolate versioni migliorate come la A1. All'inizio si trattò di modifiche agli equipaggiamenti, come nella versione A1 (+), con visori a intensificazione di luminescenza e un sistema missilistico MILAN esterno, a puntamento manuale, sulla parte destra della torretta, con un peso operativo salito a 30t nei 674 mezzi aggiornati. Poi fu la volta di 350 A1 (-), senza visore notturno. Con la versione A1A1 tutti i Marder, escluso i posti comando, furono dotati del missile anticarro MILAN. La versione A2 vide, a partire dal 1983, l'adozione di un visore a immagine termica, con rimozione dei proiettori IR. 
L'ultima versione entrata in servizio, sempre per trasformazione dei mezzi esistenti, è la A3, dove è stata ulteriormente migliorata la protezione, con l'aggiunta, fra l'altro, di un'ampia pannellatura laterale in corazzatura composita, che inibisce l'uso delle blindosfere laterali. Il peso sale a 33,5t e le prestazioni hanno subito un certo decadimento. L'ottima protezione fa del Marder uno dei mezzi migliori della categoria, anche se il pezzo da 20mm e il sistema missilistico controcarri esterno MILAN appaiono oggi superati dai veicoli più moderni. Il Marder verrà molto probabilmente  sostituito dal nuovo IFV Puma.